# Scrophularia przewalskii
Scrophularia przewalskii är en flenörtsväxtart som beskrevs av Alexander Feodorowicz Batalin. Scrophularia przewalskii ingår i släktet flenörter, och familjen flenörtsväxter. Inga underarter finns listade i Catalogue of Life.